# Katerina Vatsella
Katerina Vatsella (* 1952 in Athen) ist eine Kunsthistorikerin und Ausstellungskuratorin.

## Leben und Wirken
Katerina Vatsella studierte von 1973 bis 1982 Kunstgeschichte, Archäologie und Kirchengeschichte an der Universität Zürich. Das Lizentiat erlangte sie bei Emil Maurer mit dem Thema Das Bild der Frau bei Ernst Ludwig Kirchner. Von 1979 bis 1985 war sie Assistentin am Kunstgeschichtlichen Seminar der Universität Zürich und arbeitete als Kunstkritikerin für die Neue Zürcher Zeitung und Die Weltwoche. Von 1986 bis September 1989 war sie Kuratorin des Jacobs Suchard Museum zur Kulturgeschichte des Kaffees in Zürich.
1990 zog sie nach Bremen und eröffnete ein Büro für Kunstprojekte, mit dem sie als freie Kuratorin für Museen, Institutionen und Unternehmen tätig ist. Seit 1991 betreut sie mehrmals jährlich wechselnde Ausstellungen der Sparkasse Bremen. Von 1992 bis 1994 hatte sie Lehraufträge am Fachbereich Industriedesign der Fachhochschule Hannover.
1996 wurde sie an der Universität Bremen mit der Arbeit Edition MAT. Die Entstehung einer Kunstform. Daniel Spoerri, Karl Gerstner und das Multiple bei Michael Müller und Thomas Deecke promoviert.
Von Juli 1999 bis September 2000 war sie kommissarische Leiterin der Kunstsammlungen Paula Modersohn-Becker Museum und Ludwig Roselius Museum in der Böttcherstraße Bremen. Sie war Initiatorin des im Jahr 2008 auf dem Gästehaus des Teerhofes installierten Leuchtschriftzuges mit dem Logo der Universität Bremen. Seit 2003 ist sie Kuratorin des „Bremer Kunststipendiums“ für bildende Künstler aus Partnerstädten von Bremen unter der Trägerschaft der Bremischen Bürgerschaft und der Bremer Heimstiftung.
2012/2013 hatte sie Lehraufträge zur kuratorischen Praxis an der Universität Bremen und an der Hochschule für Künste Bremen.
2013 kuratierte sie Ausstellungen der Artdocks im Schuppen 1 in der Überseestadt in Bremen.
Sie ist Mitglied des BPW Germany und war von 1996 bis 1998 die 1. Vorsitzende des BPW-Clubs Bremen.

## Schriften
- Willy Müller-Brittnau. Werke von 1960–1976. Waser, Buchs-Zürich 1984, ISBN 3-908080-08-8.
- Arnold Schmidt-Niechciol, 1893–1960. Monographie und Katalog der heute bekannten Werke. Hauschild, Bremen 1990, ISBN 3-926598-37-9.
- (Hrsg.): Produkt: Kunst! Wo bleibt das Original? Ausstellungskatalog. Neues Museum Weserburg. Hauschild, Bremen 1997, ISBN 3-931785-46-7.
- Edition MAT. Die Entstehung einer Kunstform. Daniel Spoerri, Karl Gerstner und das Multiple. Dissertation. Universität Bremen. Hauschild, Bremen 1998, ISBN 3-931785-61-0.
- (Hrsg.): Bremer Handelsgüter: Bier. Hauschild, Bremen 1998, ISBN 3-931785-80-7.
- mit Andreas Pfeiffer (Hrsg.): Rodin und die Skulptur im Paris der Jahrhundertwende. Ausstellungskatalog. Paula Modersohn-Becker Museum. Hauschild, Bremen 2000, ISBN 3-89757-053-X.
- mit Wulf Herzogenrath (Hrsg.): Tomma Wember – 3 Worte nur oder vier. Ausstellungskatalog. Kunsthalle Bremen. Hauschild, Bremen 2002, ISBN 3-89757-159-5.
- Lichtspeicher. Ausstellungskatalog. Kunstmuseum Erlangen, Erlangen 2003, ISBN 3-9805434-5-5.
- (Hrsg.): Jan Carstensen, Ulrike Gölner, Theresia Janssen, Paul Karolak, Sabine Puschmann. Texte Rainer Beßling. Hauschild, Bremen 2003, ISBN 3-89757-213-3.
- (Hrsg.): Sabine Straßburger. Ausstellungskatalog. Galerie Luzán. Hauschild, Bremen 2004, ISBN 3-89757-240-0.
- mit Fritz Haase, Elke Heussler: Fotografisches Vergnügen. Kleine Tierschau Am Brill. Ausstellungskatalog. Sparkasse Bremen. Hachmannedition, Bremen 2007, ISBN 978-3-939429-23-4.
- (Mitarb.): Edeltraut Rath – Quadratmeter. Ausstellungskatalog. Städtische Galerie im Buntentor, Bremen 2007, ISBN 978-3-9809465-6-8.
- (Hrsg.): Bremer Kunststipendium. 2003–2008. Hachmannedition, Bremen 2008, ISBN 978-3-939429-49-4.
- Gertrud Schleising. Ausstellungskatalog. Sparkasse Bremen. Schintz, Bremen 2010, ISBN 978-3-9811290-9-0.